# Козучак
Козучак (кирг. Козучак) — село в Таласском районе Таласской области Кыргызстана. Входит в состав аильного округа Бердике Баатыра. Код СОАТЕ — 41707 232 843 02 0.

## Население
По данным переписи 2009 года, в селе проживало 1335 человек.